# Hillia tetrandra
Hillia tetrandra là một loài thực vật có hoa trong họ Thiến thảo. Loài này được Sw. mô tả khoa học đầu tiên năm 1788.